# КомиТЭК
КомиТЭК (Коми топливно-энергетическая компания) — небольшая российская нефтяная компания, существовавшая в 1994—2002 годах (с 2000 года — в составе компании Лукойл).

## История
Была образована в 1994 году путём выделения госпакетов акций «Коминефть», Ухтинского НПЗ и «Коминефтепродукта» в новую компанию. Технологически замкнутый внутри Республики Коми, «КомиТЭК» фактически контролировался региональным властями. Нефтяная компания создала несколько дочерних предприятий, связанных с нефтедобычей и непрофильными видами деятельности, имела большую налоговую задолженность перед республиканским бюджетом (списана в 2000 году). Компания была приватизирована в 1996—1997 годах. В конце 1990-х контролировалась её гендиректором Григорием Берёзкиным, вложившим в её покупку 70 млн. долл.
В 1999—2000 годах компания была продана Лукойлу за 500 млн. долл. В 2002 году активы «КомиТЭКа» были разделены, на базе нефтедобывающих предприятий создано «Лукойл-Коми».